# Matteröds landskommun
Matteröds landskommun var en tidigare kommun i dåvarande Kristianstads län.

## Administrativ historik
Kommunen bildades i Matteröds socken i Västra Göinge härad i Skåne när 1862 års kommunalförordningar trädde i kraft.
Vid kommunreformen 1952 uppgick kommunen i Tyringe landskommun som 1974 uppgick i Hässleholms kommun.

## Politik

### Mandatfördelning i Matteröds landskommun 1946
| 1 | 19 |

| 20 |